# トッサーニ糸田敦子
トッサーニ糸田敦子（トッサーニ いとだ あつこ、1969年5月12日 - ）は日本のデザイナー、インテリアアーキテクト。
東京に本社を置く国際的な建築設計事務所、株式会社リカルド・トッサーニ・アーキテクチャーの創立者兼チーフインテリアアーキテクト兼代表取締役。

## 概要
秋田県生まれ。秋田県出身。秋田県立大館鳳鳴高等学校を卒業。
女子美術大学を卒業後、米国ロサンゼルスの建築設計事務所、ジョンソン・フェイン（ウィリアム・ペレイラが創立、現在はスコット・ジョンソンとウィリアム・フェインが率いる）とスキッドモア・オーウィングズ・アンド・メリル（SOM）を経て、建築家の夫リカルド・トッサーニと共に1997年に東京に建築設計事務所「リカルド・トッサーニ・アーキテクチャー」を設立。国内外の様々なプロジェクトで全てのインテリアデザインを指揮し、リカルド・トッサーニとは建築やマスタープランプロジェクトのコンセプト開発でもコラボレーションしている。
ジョルジオ・アルマーニの六本木ヒルズ旗艦店、イタリアファッションブランドGASの表参道旗艦店といった商業施設のほか、Rレジデンス、Tレジデンスなどの個人向け住宅のデザインを手掛ける。
ホテルコンドミニアムMuse Niseko、高級ホテルヴィラHanaridge1、Hanaridge11といった北海道のリゾート地ニセコのプロジェクトを数多く手掛けており、ニセコの立役者として知られる。
作品や洗練されたライフスタイルは雑誌で多く取り上げられている。